# Estádio Alcides Santos
O Estádio Alcides Santos, também chamado de Parque dos Campeonatos, é um estádio de futebol da cidade brasileira de Fortaleza, Ceará e o estádio-sede do Fortaleza Esporte Clube. Localizado na Avenida Senador Fernandes Távora, bairro do Pici é o maior estádio particular cearense. A localização do estádio é muito  privilegiada por está próximo da Lagoa da Parangaba, a Universidade Federal do Ceará (Campus do Pici), a dois grandes shoppings da região, e também por está próximo a Estação de Metrô Parangaba, Terminal da Lagoa, Terminal da Parangaba, ao Aeroporto Internacional de Fortaleza e grandes vias como a Avenida José Bastos e Avenida Dedé Brasil. 
Com capacidade para cerca de 8.000 torcedores, teve sua estreia em competições nacionais no dia 12 de março de 2010 pela segunda fase da Copa do Brasil, vitória do Fortaleza por 2x0 frente ao Guarani com gols de Tatu e André Turatto. O clube manteve uma invencibilidade de 14 jogos no Parque dos Campeonatos.
Desde 2019, o local do antigo estádio abriga o Centro de Excelência Alcides Santos.

## História
Em 1951, a Prefeitura Municipal de Fortaleza decide reformar o Estádio Presidente Vargas, renasce a ideia na diretoria do Fortaleza, da necessidade de ter de volta um estádio particular, já que teve como estádio próprio durante os anos o Campo do Alagadiço na década de 1920 e o Estádio do Campo da Praça das Pelotas (atual Praça Clóvis Beviláqua)  durante a década de 1930.
O clube ganha os campeonatos de 1953 e 1954. No ano de 1957 o clube adquire terrenos no Bairro do Pici, que durante a Segunda Guerra Mundial era Base militar dos americanos em Fortaleza, chamado de Post Command (Posto de Comando), por isso a denominação PICI, transfere a sede do Clube da Gentilândia para o novo Bairro. Passando a denominar de Leão do Pici, referência ao bairro onde está localizado o Parque dos Campeonatos.
Começa a construção do Estádio Alcides Santos, conquista os campeonatos de 1959 e 1960, inaugura em junho de 1962  o seu estádio, vencendo o Usina Ceará, sendo o primeiro gol do Estádio, de Cleto para o Usina Ceará. Lembrando que o jogo contra o Usina Ceará foi um amistoso. Vale ressaltar que o primeiro jogo oficial realizado no Pici foi em 12 de março de 2008, válido pelo Campeonato Cearense daquele ano, com o Fortaleza empatando em 3 a 3 com o Itapipoca.
No dia 16 de dezembro de 2012, a então presidente Dilma Rousseff em sua visita a cidade de Fortaleza fez uma escala no Estádio Alcides Santos ao pousar no meio do gramado e visitar o clube, recebendo uma camisa personalizada, ao receber fez o seguinte comentário segundo o Jornal O Povo:

| “ | Muito bonita a camisa do Fortaleza. Uma das mais bonitas que já recebi". | ” |

Dilma Rousseff
No dia 22 de julho de 2016, o Estádio Alcides Santos recebeu o treino da Seleção Brasileira de Futebol Feminino. O treino foi um preparativo para o amistoso entre Brasil e Austrália que foi realizado no dia seguinte no Estádio Presidente Vargas em Fortaleza. Essa partida foi vencida pelas brasileiras pelo placar de 3x1.

## Projeto Arena Tricolor
O Projeto Arena Tricolor é uma das ações desenvolvidas pelo Instituto Alcides Santos, entidade fundada em 15 de outubro de 2009, a partir da ação voluntária de torcedores que sonham com a reestruturação e modernização do Estádio Alcides Santos e todo o Complexo Administrativo do Pici.
Para conquistar este objetivo, o projeto realiza uma campanha para a arrecadação de notas e cupons fiscais, direcionando os recursos repassados pela Secretaria da Fazenda (Sefaz) através do programa "Sua Nota Vale Dinheiro" para as obras de melhorias que estão sendo realizadas na sede Tricolor. A meta a ser alcançada com a arrecadação, triagem e soma destas notas é ampliar a capacidade do Estádio Alcides Santos para 20 mil pessoas até as comemorações do centenário do Fortaleza Esporte Clube, em 2018.
Dessa forma, o Instituto Alcides Santos através do Projeto Arena Tricolor deseja mobilizar o maior número possível de torcedores a se engajarem nesta missão de reestruturar o estádio Alcides Santos. Com a participação efetiva de cada torcedor conseguiremos tornar real o sonho de valorizar a participação da família tricolor e de ver a grandiosidade do Tricolor de Aço refletida em sua sede.
Com o novo projeto do Centro de Excelência Alcides Santos já iniciado, que visa demolir as arquibancadas do estádio para a construção de um centro de treinamento moderno, o projeto arena tricolor não terá continuidade dentro das dependências do Pici.

## Dados

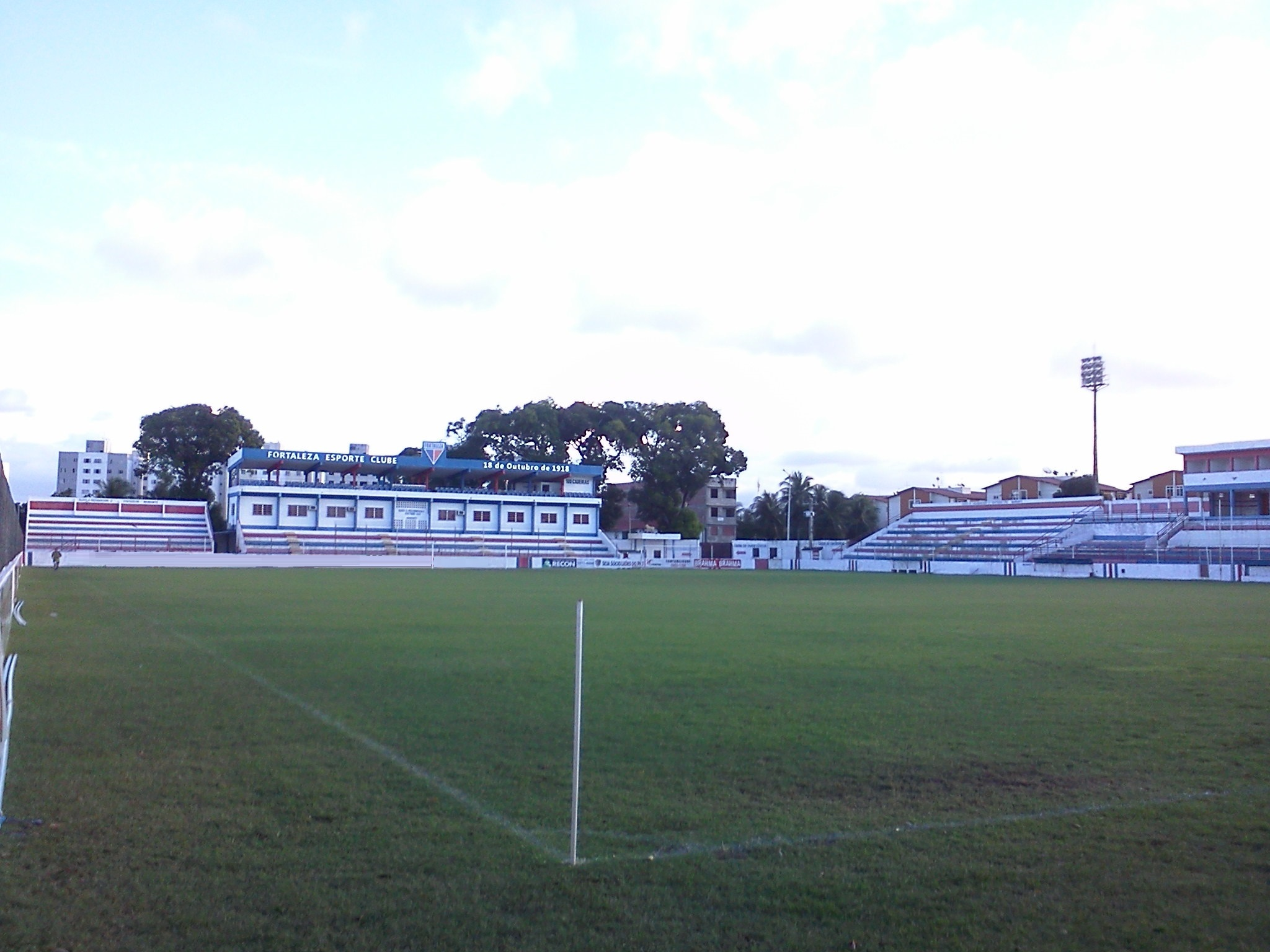
Vista do escanteio do estádio Alcides Santos

O estádio possui a melhor estrutura entre os estádios particulares do estado, contando com vestiários para atletas e árbitros, cabines de rádio e TV, ambulatório, estacionamento, bilheterias, arquibancadas, cadeiras, lanchonetes e banheiros. Além de uma moderna fachada e uma praça em frente ao estádio. Em 2019 o estádio deixará de abrigar jogos em definitivo para se tornar um centro de excelência na recuperação de atletas do clube.
- Nome oficial: Estádio Alcides Santos
- Endereço: Avenida Senador Fernandes Távora, 200 - Pici
- Data da inauguração: junho de 1962
- Ano da ampliação: 2010
- Capacidade atual: 8.000
- Capacidade antiga: 5.000 pessoas
- Área coberta: 27%
- Vestiários: 4
- Banco de reservas: 2

### Fortaleza jogando no Alcides Santos
| Clube     | Jogos | Vitórias | Empates | Derrotas | Aproveitamento |
| --------- | ----- | -------- | ------- | -------- | -------------- |
| Fortaleza | 47    | 32       | 9       | 6        | 74,46%         |

## Estatísticas

### Cinco maiores públicos
|   | Mandante  |   | Visitante   | Campeonato               | Pagantes |
| - | --------- | - | ----------- | ------------------------ | -------- |
| 1 | Fortaleza | — | Tiradentes  | Campeonato Cearense 2011 | 7.150    |
| 2 | Fortaleza | — | Guarani     | Campeonato Cearense 2013 | 5.433    |
| 3 | Fortaleza | — | Icasa       | Campeonato Cearense 2013 | 4.955    |
| 4 | Fortaleza | — | Guarani/SP  | Copa do Brasil 2010      | 4.679    |
| 5 | Fortaleza | — | Ferroviário | Campeonato Cearense 2007 | 3.873    |